# Seznam medailistek na mistrovství Evropy v biatlonu – vytrvalostní závod žen
Seznam medailistek na mistrovství Evropy v biatlonu z vytrvalostního závodu žen představuje chronologický přehled stupňů vítězů ve vytrvalostních závodech žen na 15 km na Mistrovství Evropy konaného pravidelně od roku 1994.
Vytrvalostní závod mužů byl na evropský šampionát zařazen poprvé v roce 1994 a s výjimkou let 2016 a 2020 v něm závodnice soutěží každý rok.

## Seznam vítězek
| Rok  | Místo                | Zlato                  | Stříbro                | Bronz                     |
| ---- | -------------------- | ---------------------- | ---------------------- | ------------------------- |
| 1994 | Kontiolahti          | Halina Pitońová        | Martina Jasiková       | Irina Milešinová          |
| 1995 | Le Grand-Bornand     | Swiatłana Paramyhina   | Nina Łemesz            | Emmanuelle Claretová      |
| 1996 | Ridnaun              | Andreja Grasičová      | Olga Mielnik           | Anna Stera                |
| 1997 | Windischgarsten      | Katja Beer             | Albina Achatowa        | Soňa Mihoková             |
| 1998 | Minsk                | Naděžda Talanovová     | Natalia Permiakowa     | Irina Diaczkowa           |
| 1999 | Iževsk               | Kathi Schwaab          | Natalja Sokołowa       | Ludmiła Łysenko           |
| 2000 | Zakopané             | Iwa Karagiozowa        | Olga Romasko           | Simone Denkinger          |
| 2001 | Haute Maurienne      | Oksana Jakowlewa       | Christelle Gros        | Iwa Karagiozowa           |
| 2002 | Kontiolahti          | Radka Popowa           | Irina Malgina          | Irena Česneková           |
| 2003 | Forni Avoltri        | Jelena Chrustalewa     | Ołena Petrowa          | Ina Menzel                |
| 2004 | Minsk                | Ekaterina Dafovská     | Alena Zubrylava        | Pavlina Filipovová        |
| 2005 | Novosibirsk          | Světlana Išmuratovová  | Sabrina Buchholz       | Anna Bogalijová           |
| 2006 | Langdorf-Arberse     | Pavlina Filipovová     | Martina Halinárová     | Soňa Mihoková             |
| 2007 | Bansko               | Oksana Jakowlewa       | Ludmiła Ananko         | Magdalena Gwizdońová      |
| 2008 | Nové Město           | Natalia Lewczenkowa    | Kjersti Isaksen        | Lilija Jefremowa          |
| 2009 | Ufa                  | Juliane Döllová        | Anne Preußlerová       | Lubov Pietrovová          |
| 2010 | Otepää               | Kathrin Hitzerová      | Diana Rasimovičiūtė    | Franziska Hildebrandová   |
| 2011 | Ridnaun              | Juliane Döllová        | Olena Pidhrušná        | Jekatěrina Glazyrinová    |
| 2012 | Osrblie              | Anastasija Zagorujková | Juliane Döllová        | Carolin Henneckeová       |
| 2013 | Bansko               | Anastasija Zagorujková | Ane Skrove Nossumová   | Monika Hojniszová         |
| 2014 | Nové Město na Moravě | Audrey Vaillancourtová | Anastasija Kalinová    | Iryna Kryuková            |
| 2015 | Otepää               | Luminița Pișcoranová   | Christina Riederová    | Jekatěrina Jurlovová      |
| 2016 | Ťumeň                | nebyl na programu      | nebyl na programu      | nebyl na programu         |
| 2017 | Dušníky              | Irina Starychová       | Světlana Slepcovová    | Anastasija Merkušinová    |
| 2018 | Ridnaun              | Chloé Chevalierová     | Alexia Runggaldierová  | Viktorija Slivkovová      |
| 2019 | Raubiči              | Hanna Öbergová         | Julija Żurawoková      | Iryna Kryuková            |
| 2020 | Raubiči              | nebyl na programu      | nebyl na programu      | nebyl na programu         |
| 2021 | Dušníky              | Monika Hojniszová      | Anastasija Merkušinová | Larisa Kuklinová          |
| 2022 | Velký Javor          | Jevgenija Burtasovová  | Alina Stremousová      | Natalja Gerbulovová       |
| 2023 | Lenzerheide          | Lisa Maria Sparková    | Julija Džymová         | Selina Grotianová         |
| 2024 | Brezno-Osrblie       | Maren Kirkeeideová     | Alina Stremousová      | Ema Kapustová             |
| 2025 | Martell              | Johanna Puffová        | Marlene Fichtnerová    | Anna Karin Heijdenbergová |